# My Generation/Understand
My Generation/Understand is de tiende single van de Japanse singer-songwriter YUI. Het liedje My Generation (dat overigens helemaal niks met het gelijknamige nummer van The Who te maken heeft) werd gebruikt in de dramaserie Seito Shokun!. Understand werd gebruikt in de film Sidecar ni Inu.
Met My Generation/Understand behaalde YUI voor het eerst de eerste plaats in de Japanse oricon-hitlijst.